# Los Hijos del Sol
Los Hijos del Sol es el nombre de un grupo musical internacional peruano que mezcla el jazz, cumbia, música criolla y afroperuana, fundado en 1976 en Lima. 
Ángel Aníbal Rosado, su líder y fundador, es considerado un gran compositor prolífico peruano.
En 1976 lanzan su primera canción “Si me quieres” y después en 1979 graban “Cariñito” con la que despegó el grupo.
Han hecho conciertos en Colombia, Venezuela, Ecuador, Argentina, Uruguay, México y en otros países más.
Michael Douglas toma como banda sonora su obra Estúpido de mí para su película Falling Down (Un día de furia) en Estados Unidos para la Warner Brothers. 
En el año 2007 una disquera estadounidense presentó The Roots of Chicha, el cual es un recopilatorio de canciones emblemáticas de los orígenes de la música tropical peruana, entre las que destacan canciones de Los Hijos del Sol.

## Miembros
Ángel Aníbal Rosado, Yanina Pinto, Raquel Rivero, Edson Bardales, José Luis Carballo, Antonio Medina, Beny Del Solar, Aníbal Aliaga, Álex Novoa y Ricardo Valle.

## Discografía
- Grandes Hits (12", Álbum) - 1980[5]
- Los Grandes De La Música Tropical (LP) - 1982